# Peter Christen Asbjørnsen
Peter Christen Asbjørnsen (ur. 12 stycznia 1812 w Kristianii, zm. 6 stycznia 1885 tamże) – norweski pisarz, folklorysta, etnograf i przyrodnik. Wraz z Jørgenem Moe zebrał i zapisał baśnie ludowe z różnych regionów Norwegii.
Studiował nauki przyrodnicze w Kristianii oraz leśnictwo w Tharandt. Pracował jako leśniczy w Trøndelag oraz jako nauczyciel domowy. Opublikował prace popularyzujące biologię, zoologię i leśnictwo.
Przez większą część życia zajmował się zbieraniem i spisywaniem ludowych wierzeń, zwracając szczególną uwagę na ich aspekt językowy. Dzięki pracom Asbjørnsena i Moe zachowało się wiele ludowych opowieści opisujących świat trolli i ludzi. Początkowo baśnie ukazywały się w formie małych książeczek. W wydaniu zbiorowym opublikowane zostały po raz pierwszy w 1845 i 1848. Ilustratorami baśni Asbjørnsena i Moe byli m.in. Theodor Kittelsen i Erik Werenskiold.

## Utwory literackie
- Nor, En Billedbog for den norske Ungdom, 1838
- Norske Folkeeventyr. Første del, 1843 (sm.m.Jørgen Moe)
- Norske Huldre-Eventyr og Folkesagn. Første Samling, 1845
- Norske Huldre-Eventyr og Folkesagn. Anden Samling, 1848
- Norske Folke-Eventyr. Anden forøgede Udgave, 1852 (razem z Jørgenem Moe)
- En Nytaarsbog, 1854